# Михайловское (Заволжское сельское поселение)
Михайловское — деревня в Ярославском районе Ярославской области России. 
В рамках организации местного самоуправления входит в Заволжское сельское поселение; в рамках административно-территориального устройства включается в Точищенский сельский округ. 

## География
Расположена на реке Марица. 
На юго-западе примыкает к селу Спас-Виталий — центру Точищенского сельского округа.

## Население
| 2007 | 2010 |
| ---- | ---- |
| 218  | ↘197 |

По состоянию на 1989 год в деревне проживало 216 человек.